# Ernest MacIntyre
Ernest MacIntyre, född 1935, är en sri lankesisk författare (dramatiker) som skriver på engelska.
Hans dramatik uppfördes vanligtvis på The Lionel Wendt theater  i Colombo.

## Dramatik
- Let's Give Them Curry, (1981) (Komedi i 3 akter)
- Rasanayagam's Last Riot (1990)